# Dalea sericea
Dalea sericea är en ärtväxtart som beskrevs av Mariano Lagasca y Segura. Dalea sericea ingår i släktet Dalea, och familjen ärtväxter.

## Underarter
Arten delas in i följande underarter:
- D. s. humistrata
- D. s. sericea